# Denis McDonough
Denis Richard McDonough (Stillwater, 2 de diciembre de 1969) es un asesor político y de seguridad nacional estadounidense. Fue el vigésimo sexto jefe de gabinete de la Casa Blanca, sucediendo a Jack Lew al comienzo del segundo mandato del presidente Barack Obama y ocupó ese puesto durante todo su mandato.
Anteriormente, McDonough sirvió como asesor adjunto de Seguridad Nacional de 2010 a 2013 y Jefe de Gabinete del Consejo de Seguridad Nacional de 2009 a 2010. El presidente Joe Biden nominó a McDonough para servir como secretario de Asuntos de los Veteranos en su administración, cargo que ocupó desde 2021 hasta 2025.

## Vida personal
McDonough está casado con Karin Hillstrom. Tienen tres hijos.